# 派因勒韋 (科菲縣)
派因勒韋（英語：Pine Level）是一個位於美國阿拉巴馬州科菲縣的非建制地區。該地的面積和人口皆未知。

## 地理
派因勒韋的座標為31°28′33″N 86°11′11″W / 31.47583°N 86.18638°W，而該地最高點為海拔高度144米（即472英尺）。